# Immermann’sche Musterbühne

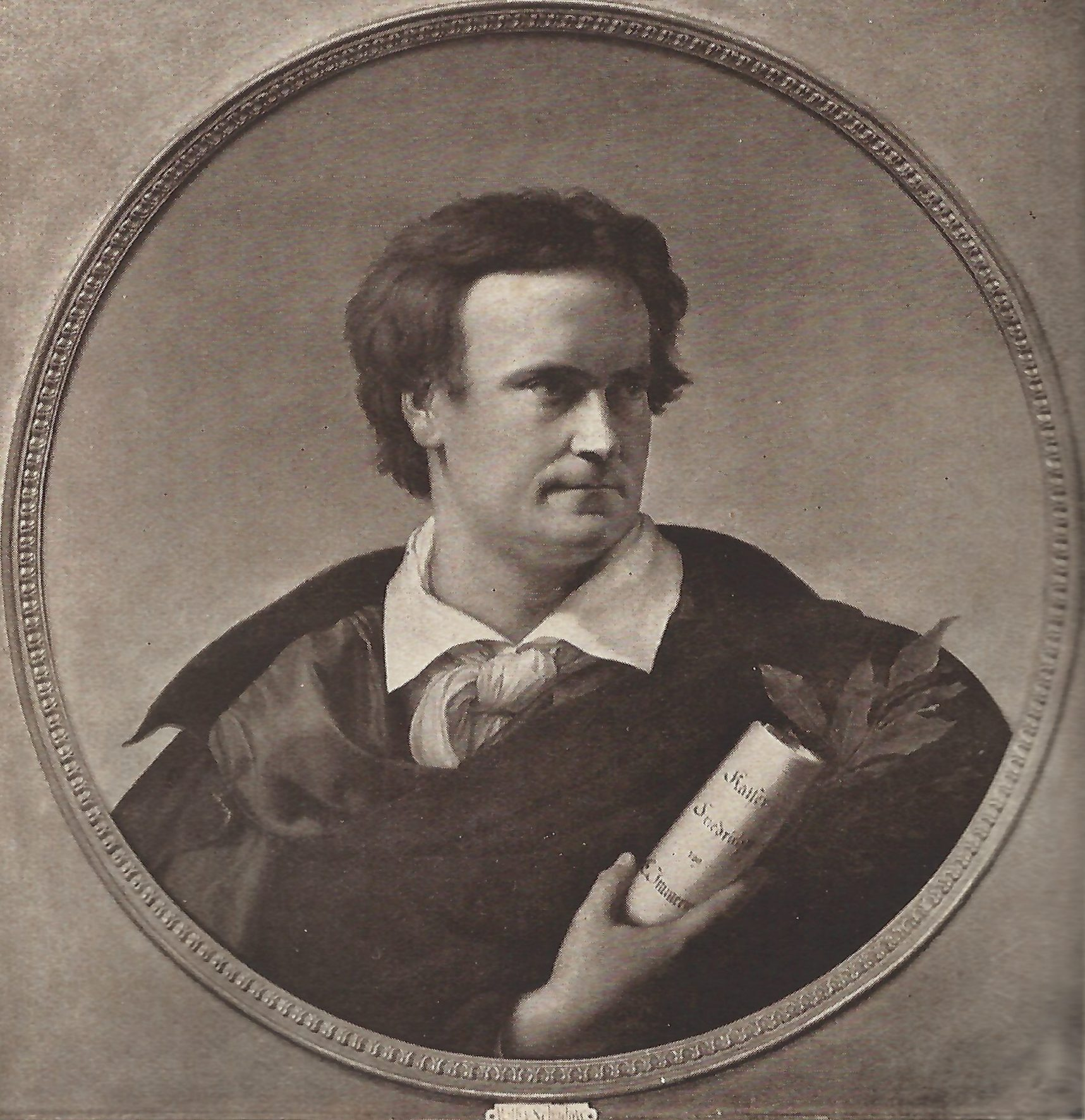
Karl Immermann, gemalt von Wilhelm von Schadow

Die Immermann’sche Musterbühne ist ein theatergeschichtlicher Begriff zur Bezeichnung von organisatorischen Maßnahmen und Inszenierungen, mit denen der Dramatiker Karl Immermann in den 1830er Jahren das Schauspiel am Düsseldorfer Theater als Dramaturg, Regisseur und Intendant mit dem Ziel reformierte, Schauspieler heranzubilden, sie längerfristig zu binden und in ein Ensemble einzufügen sowie mit ihm Stücke so auf die Bühne zu bringen, dass ihr idealistischer und literarischer Gehalt besser zur Geltung kommt. Die Leistungen, die Immermann durch seine Theaterarbeit ab 1829, durch Initiierung eines Theatervereins und einer Aktiengesellschaft in den Jahren 1832 bis 1834 sowie durch seine Intendanz von 1834 bis 1837 vollbrachte, machten ihn zu einem der bedeutendsten Dramaturgen und Theaterleiter des 19. Jahrhunderts und sein literarisches Theater zu einer seinerzeit vorbildlichen Einrichtung der darstellenden Kunst.

## Geschichte

### Vorgeschichte

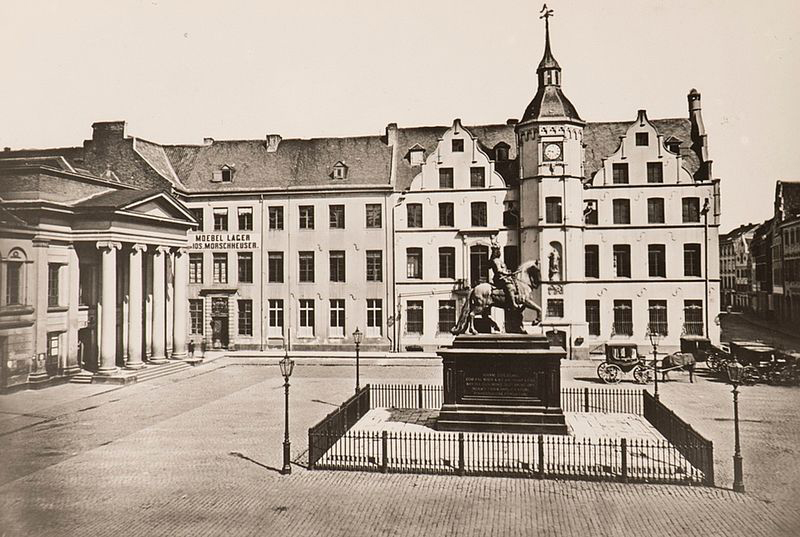
Altes Stadttheater Düsseldorf am Marktplatz in Düsseldorf (Gebäude mit klassizistischer Tempelfassade), um 1871

Als Karl Immermann 1827 als Landgerichtsrat nach Düsseldorf versetzt wurde, traf er ein typisches Theater- und Konzerthaus einer deutschen Provinzstadt des frühen 19. Jahrhunderts an. Unter Leitung ihres Prinzipals Josef Derossi, der das im städtischen Eigentum befindliche Theatergebäude für seine Schauspielgesellschaft gepachtet hatte, wurde an der Düsseldorfer Bühne ein Spielplan verfolgt, der überwiegend die klassische Oper enthielt, weil Derossi glaubte, so den Besuchergeschmack besser bedienen zu können und damit höhere Einnahmen zu erzielen. Besonders oft wurden Werke Mozarts aufgeführt. Dagegen fanden nicht so beliebte Klassiker des Schauspiels wie beispielsweise Stücke von Schiller, Shakespeare, Molière, Kleist und Goethe kaum Aufnahme in das Programm. Wandertruppen und kurzfristig verpflichtete Schauspieler stellten das Gros des künstlerischen Personals von Derossis Bühne. Die finanziellen Verhältnisse seines Theater konnte er gleichwohl nicht wesentlich verbessern, und er weigerte sich beharrlich, die notwendigen Reparaturen am Gebäude, zu denen er als Pächter vertraglich verpflichtet war, vorzunehmen. Bauliche Verbesserungen traten erst ein, als die Stadt Düsseldorf in den Jahren 1831/32 ihr altes Schauspielhaus nach Plänen von Adolph von Vagedes ertüchtigen ließ.

### Anfänge der Theaterarbeit in Düsseldorf ab 1829

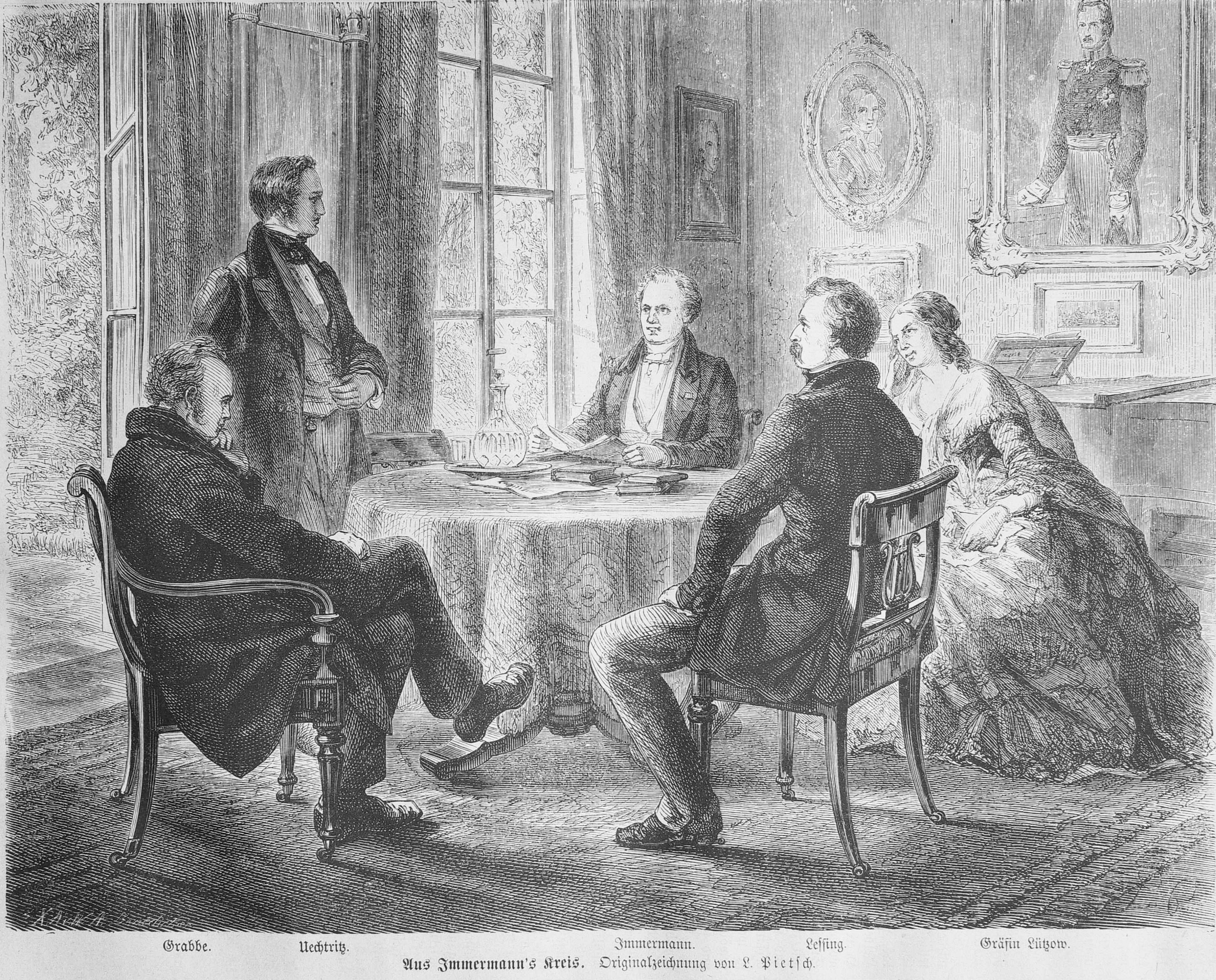
Ludwig Pietsch: Aus Immermann’s Kreis. Illustration in der Zeitschrift Die Gartenlaube, 1868 – Darstellung des Immermann’schen Gesellschaftskreises mit dem Dramatiker Christian Dietrich Grabbe, dem Dichterjuristen Friedrich von Uechtritz und dem Maler Carl Friedrich Lessing im Pempelforter Salon der Literatin Elisa von Ahlefeldt, die mit Immermann seit Jahren eine Liebesbeziehung und Hausgemeinschaft im Collenbach’schen Gut pflegte

Bereits in den frühen 1820er Jahren wurde Derossi auf die frühen Werke Immermann aufmerksam und brachte diese in Düsseldorf zur Aufführung. Immermann, von Hause aus kein Theatermensch, jedoch bereits in jungen Jahren mit dem Theater der Weimarer Klassik in Berührung gekommen und von diesem geprägt, hatte als Jurist am Militärgericht in Münster (1819–1824) und als Kriminalrichter in Magdeburg (1824–1827) mit der Schriftstellerei begonnen. Auf den Spuren von Sophokles, Shakespeare, Schiller und Goethe verfasste er Tragödien (Das Thal von Ronceval, Edwin, Petrarca, alle 1822) und Lustspiele (Die Prinzen von Syracus, 1821, Das Auge der Liebe, 1824) sowie Prosatexte.
Ab 1827 in Düsseldorf lebend, knüpfte Immermann rasch Kontakte zum Bildungsbürgertum der Stadt. Zusammen mit seiner Geliebten, der Salonnière Elisa von Ahlefeldt, führte er im Collenbach’schen Gut an der Ratinger Chaussee in Düsseldorf-Pempelfort ein gastfreundliches Landhaus. Zu seinem neuen Freundes- und Gesellschaftskreis, den er bald gewann, gehörten auch führende Persönlichkeiten aus dem Milieu der Düsseldorfer Malerschule, das an der Kunstakademie Düsseldorf durch deren neuen Direktor Wilhelm Schadow entstanden war. Mit Leuten aus diesen Zirkeln und mit musikalischer Unterstützung durch Norbert Burgmüller verfasste und inszenierte er im Mai 1833 das Festspiel Albrecht Dürers Traum. In einer Inszenierung von Shakespeares Heinrich IV. debütierte er bald auch selbst in der Figur des Falstaff. Mit dem Stück Andreas Hofer, das Derossi in Düsseldorf aufführen ließ, gab Immermann 1829 der Düsseldorfer Bühne gleichzeitig als Dramatiker, Dramaturg und Regisseur neue Impulse. Sein künstlerisches Ideal, das er zunächst in Liebhaberaufführungen im Freundeskreis entwickelt hatte, zielte darauf ab, aus dem Theater im Sinne von Schiller eine „moralische Anstalt“ zu machen und den Boden für ein Nationaltheater zu bereiten. 1832 leitete er eine Festaufführung des Clavigo, die in Düsseldorf zur Ehrung des verstorbenen Goethe gegeben wurde. Auf diese Weise beschäftigte sich Immermann praktisch und theoretisch immer mehr mit dem Theater und verbreitete Theaterleidenschaft unter seinen Freunden.

### Gründung von Theaterverein und Theater-Aktiengesellschaft 1832–1834
Unter dem 22. Oktober 1832 sandte Immermann dem Oberbürgermeister Philipp Schöller sowie Theaterfreunden aus gebildeten Düsseldorfer Bevölkerungskreisen seine „Promemoria über die Bildung einer neuen Bühne zu Düsseldorf“ zu. In diesem Memorandum kritisierte er den Zustand des Theaters, dessen Konzession für mehrere Jahre noch an die Schauspielgesellschaft Derossis vergeben war, und unterbreitete Reformvorschläge. Um eine bessere Bühne durchzusetzen, schlug er vor, dass das Publikum Einfluss auf die Gestaltung der Bühne erlangen und hierzu ein Theaterverein konstituiert werden solle. In dem Verein sollten sich die Bürger organisieren und durch Abonnements das zu reformierende Theater finanziell stützen. Schauspieler sollten herangebildet werden und Engagements von qualifizierten Schauspielern sollten längerfristig vereinbart werden, um einen konsistenteren, besser planbaren Spielbetrieb zu ermöglichen und um Bindungen zwischen Publikum und den Künstlern sowie unter den Theaterleuten zu fördern. Auf dieser Grundlage sei schließlich ein „gediegenes Repertoire“ zu entwickeln, das mit den Erwartungen des Vereins, seiner Organe und Mitglieder ebenso abzustimmen sei wie die Besetzung und Ausführung von künstlerischen Leitungsaufgaben im Theater.
Immermanns Papier fand im Düsseldorfer Bürgertum breitere Zustimmung und so konnte sich ein „Provisorischer Theaterverein“ am 16. Dezember 1832 konstituieren, der aus seiner Mitte nach demokratischen Grundsätzen ein Komitee berief und sich unter anderem folgende Ziele und Grundsätze gab:

„§ 1 (Es) tritt zu Düsseldorf eine Gesellschaft von Theaterfreunden aus allen Ständen zusammen, welche den Namen: Theaterverein führt, den Zweck hat, die hiesige Bühne als Kunstanstalt zu fördern und ein Institut vorzubereiten, wodurch derselben eine feste und dauernde Gestalt verliehen werden soll. …
§ 4 Herr Derossi erkennt den Theaterverein in dem Zwecke und in der nachstehend (§ 5) detaillierten Form seiner Geschäftstätigkeit, kraft der mit ihm zu treffenden Vereinbarung an, er erteilt demselben die in den folgenden Paragraphen 6–10 enthaltenen Befugnisse.
§ 5 Die Mitglieder des Theatervereins versammeln sich monatlich einmal an einem näher zu bestimmenden Tage und Orte. In diesen Konferenzen werden die Beschlüsse durch Stimmenmehrheit gefaßt. Wer nicht erscheint, wird als der Stimmenmehrheit beitretend erachtet. Herr Derossi und die Regisseure haben das Recht, aber auch die Verpflichtung, behufs mündlicher Besprechung den Konferenzen beizuwohnen. Der Verein beauftragt ein Mitglied mit Führung des Protokolls und Besorgung des vorkommenden Schriftlichen.
§ 6 Herr Derossi teilt diesem Mitgliede wenigsten 24 Stunden vor der Konferenz das Verzeichnis der Hälfte der im Laufe der nächstfolgenden vier Wochen zu gebenden Darstellungen mit. Das Mitglied bringt dieses Verzeichnis in der Konferenz zum Vortrag, und der Verein erhält das Recht, Abänderungen zu treffen, welche jedoch die Zahl von drei Darstellungen nicht übersteigen dürfen. …
§ 8 Die Mitglieder erhalten das Recht, allen Lese- und Theaterproben beizuwohnen und ihre Bemerkungen auszusprechen, welche sie jedoch nur an Herrn Derossi oder an den Regisseur richten dürfen. …“

Mit Unterstützung der Stadt Düsseldorf konnte der Verein dem Theaterpächter Derossi die Zustimmung zu den Regelungen abringen. Im Gegenzug zu dem Verlust von Befugnissen erhielt jener feste Einnahmen aus dem Abonnement der Logen und Plätze des Theaters garantiert. Dem Verein gelang es auch, den in Düsseldorf residierenden Prinzen Friedrich von Preußen als Protektor des gesamten Vorhabens zu gewinnen.
Die neuen Entscheidungs- und Mitwirkungsstrukturen, die sich aus der Gründung des Theatervereins und den Abmachungen mit Derossi ergaben, führten für die Saison 1832/1833 zu vier „Mustervorstellungen“, deren künstlerische Leitung auf den Schultern Immermanns ruhte. Auf diese Vorstellungen nahm der Verein in besonderer Weise Einfluss und übernahm das finanzielle Risiko. Immermann inszenierte Lessings Emilia Galotti, Calderóns Der standhafte Prinz und Kleists Prinz Friedrich von Homburg. Der Dichterjurist Friedrich von Uechtritz, ein Freund Immermanns, leitete die Aufführung von Schröders Lustspiel Stille Wasser sind tief. Künstlerisch unterstützt wurden sie durch die Maler Johann Wilhelm Schirmer und Theodor Hildebrandt, die bei der Herstellung des Bühnenbildes halfen, und durch den Komponisten Felix Mendelssohn Bartholdy, der eine zugkräftige Musik beisteuerte. Alle Aufführungen wurden ein voller Erfolg. Ein Sechstel der Subskriptionseinnahmen aus den Mustervorstellungen gingen an den Verein, der aus diesen Geldern und aus Spenden am Ende der Saison Prämien an die Schauspieler verteilte.
Die Erfolge der ersten Saison sprachen sich bald herum, auch durch Schauspieler, die von ihren Engagements berichteten, und verschafften Immermann einen herausragenden Ruf. Immermann selbst veröffentlichte Artikel über seine Theaterarbeit. Theaterkritiken, die die Musterbühne Immermanns ausführlich behandelten, schrieb insbesondere Immermanns Freund, der Dramatiker Christian Dietrich Grabbe. Im August 1833 wurde der provisorische Theaterverein in einen definitiven überführt. Für die Saison 1833/1834 nahm der Theaterverein sechs Subskriptionsvorstellungen in Angriff. Als letzte dieser Aufführungen kam Immermanns Andreas Hofer auf die Bühne. Da auch diese Saison erfolgreich verlaufen war, entstand in Kreisen des Theatervereins der Wunsch, ein städtisches Theater zu gründen und Immermann zu dessen Intendanten zu berufen. Immermann machte seine Zusage davon abhängig, dass ihm über ein ganzes Jahr ein fest engagiertes Ensemble zur Verfügung stehen müsse, um mit ihm eine kontinuierliche künstlerische Arbeit zu verwirklichen. Am 11. Juni 1834 berichtete die Stadt Düsseldorf an die Verwaltung der Rheinprovinz in Koblenz von einem Komitee Düsseldorfer Theaterfreunde, die mittels einer Aktiengesellschaft und einem Kapitalstock von 10.000 Talern versuchten, ein eigenes Theater zu finanzieren. Dessen künstlerischer Leiter solle Immermann, dessen Operndirigent solle Musikdirektor Mendelssohn Bartholdy werden. Für administrative Belange des Theaters, das nun die Bezeichnung „Stadttheater zu Düsseldorf“ erhielt, bildete die Stadt einen Verwaltungsausschuss aus dem Oberbürgermeister, zwei Stadträten, vier gewählten Aktionären, dem Intendanten und dem Musikdirektor. Derossis noch bis 1838 laufender Pachtvertrag wurde vertraglich mit einer Pension und einer einmaligen Zahlung für das Theaterinventar abgelöst.

### Intendanz 1834–1837
Immermann begab sich daraufhin auf eine Theaterreise durch Süddeutschland und engagierte Schauspieler für die kommende Saison. 1834 waren an seiner Bühne neben Mendelssohn Bartholdy auch Julius Rietz als Dirigent, ein Rendant, ein Theaterarzt, zehn Mann als technisches Personal, 20 Schauspieler und elf Schauspielerinnen, neun Sänger und drei Sängerinnen, zehn männliche und sieben weibliche Choristen verpflichtet. Am 22. Oktober 1834 erteilte ihm der preußische Justizminister Karl Albert von Kamptz unter einjähriger Beurlaubung die Erlaubnis, als Bühnenleiter zu wirken. Eine spätere Entscheidung, seinen Dienstherrn um eine weitere Beurlaubung zu ersuchen oder aber aus dem Justizdienst auszuscheiden und in städtischen Sold zu treten, behielt sich Immermann noch vor. Er ließ sich außerdem als Ergänzung seiner Befugnisse zur Disziplinierung des Theaterbetriebs vom Verwaltungsrat ein verbindliches „Regulativ“ zusichern, worin es unter anderem hieß:

„Das Stadttheater zu Düsseldorf hat den Zweck, Darstellungen zu liefern, welche in allen Teilen zu einem Ganzen verbunden sind, zugleich soll es als Kunstschule jüngeren Talenten Gelegenheit zu ihrer Ausbildung verschaffen. – Aus diesem Zwecke der Anstalt folgt, daß keines ihrer Mitglieder sich irgendeiner zur Erreichung desselben getroffenen Anordnung unter dem Vorwande, als sei selbige anderer Orten oder überhaupt auf der Bühne nicht gebräuchlich, entziehen darf. – Der Grundsatz des ausschließlichen Besitzes einer Rolle wird nicht anerkannt… 
Es werden zwei Regisseure, einer für das rezitierende Schauspiel und einer für die Oper, ernannt werden. Diese Beamten sind in allen ästhetisch-technischen Beziehungen die Stellvertreter der Intendanz, wo letztere nicht zugegen ist und verfügt. – Allen ihren Anordnungen für die Proben und während derselben, für die Darstellungen und während derselben ist unter Vorbehalt der schriftlichen Beschwerde bei der Intendanz unweigerlich Folge zu leisten. – Die Intendanz erteilt im Falle einer solchen Beschwerde eine schriftliche Resolution, von welcher keine weitere Berufung zulässig ist. – Niemand, der in einer Probe oder Vorstellung nicht beschäftigt ist, er gehöre zur Bühne oder nicht zu derselben, darf sich während der Probe oder Vorstellung auf oder hinter der Szene aufhalten. – Wer in Proben oder Vorstellungen beschäftigt ist, muß, bis er auftritt, hinter der Szene bleiben, während der Vorstellung sich außerdem noch hinter den Markierungslinien halten und sowohl während der Proben als während der Vorstellung die größte Stille beobachten. – Die Regisseure haben über die Befolgung dieser Vorschriften, in ihrem gesamten Umfange, alles Ernstes zu wachen und werden straffällig, wenn sie ihre desfallsigen Obliegenheiten vernachlässigen…
Keinem Mitgliede ist es erlaubt, eine Rolle oder Partie abzulehnen oder gar dieselbe ohne weiteres zurückzusenden. Hat ein Mitglied gegründete Einwendungen gegen eine Austeilung in Beziehung auf seine Person, so muß es dieselben der Intendanz bescheiden, schriftlich vortragen, jedoch die Rolle oder Partie auch in einem solchen Falle an sich behalten. Die Intendanz wird jederzeit geneigt sein, dergleichen Vorstellungen reiflich zu prüfen, allenfalls den Inhalt derselben mit dem betreffenden Mitgliede näher zu erörtern. Demnächst faßt die Intendanz einen Beschluß, bei dem sich das betreffende Mitglied zu beruhigen hat. – Jede Begehung oder Unterlassung, wodurch ein Mitglied der Bühne oder des Orchesters eine Probe oder Vorstellung hemmt oder in ihrem Fortgange unterbricht, macht dasselbe straffällig.  Insbesondere ist das eigenmächtige Verlassen der Bühne oder des Orchesters in den Proben vor dem völligen Schluß der Probe untersagt. Da öfters noch Repetitionen notwendig sind, so darf selbst niemand, dessen Rolle oder Partie geendigt ist, sich von der Probe entfernen, ohne von demjenigen, der sie leitet, die Erlaubnis eingeholt zu haben…
Alles Extemporieren ist verboten. –  Kein Mitglied der Bühne darf ohne Erlaubnis der Intendanz an einem andern öffentlichen Orte als dem Theater sein Talent produzieren. – Wer in einer Vorstellung beschäftigt ist, darf an demselben Abende unter dem Theaterpubliko nicht erscheinen. – Grobe Unsittlichkeiten haben, besonders, wenn durch sie Ärgernis im Publiko erregt worden ist, die sofortige Aufhebung des Kontrakts ohne Entschädigung zur Folge. Absichtliche Widersetzlichkeit gegen den Intendanten, den Musikdirektor, den zweiten Musikdirigenten, die Regisseure und die übrigen Beamten der Anstalt, oder Beleidigungen der vorgenannten Personen im Amte können mit gleicher Strafe belegt werden…
Die sonstigen Übertretungen und Vernachlässigungen der in gegenwärtigem Regulativ enthaltenen Vorschriften sollen mit Warnungen oder Geldstrafen von fünf Silbergroschen bis zum Betrage der Hälfte der Monatsgage, nach Beschaffenheit der Umstände und Schwere des Falls, geahndet werden. Wegen dieser Strafen ist kein Rekurs von den Entscheidungen der Intendanz zulässig. – Die Geldstrafen sollen zur Begründung eines zum Besten der Mitglieder der Anstalt anzulegenden Unterstützungsfonds verwendet werden.“

Gegenüber dem Verwaltungsrat gelang es Immermann, größtmögliche Unabhängigkeit zu wahren, war dieser doch geneigt, ihm in künstlerischer Hinsicht freie Hand zu lassen. Das Ensemble wuchs unter seiner Intendanz immer mehr zusammen. In praktischer Theaterarbeit versuchte er, junge Schauspielkünstler methodisch auszubilden. Sein pädagogisches Wirken verstand er als die Prägung einer eigenen Schule von akademischem Anspruch. In Einzelleseproben mit den Schauspielern überwachte er deren Entwicklung. Die so gewonnene Routine eines Schauspielers in der Einübung einer Rolle und der Verssprache brachte er anschließend in die allgemeine Leseprobe ein. In seinem Inszenierungsstil stellte er den idealistischen und literarischen Gehalt eines Stücks, das auf die Bühne zu bringen war, in den Mittelpunkt. Ihm sollte sich der Künstler und die Darstellung einer Rolle unterordnen. Daher sollte das mimische Element zugunsten des zu rezitierenden Worts und der Sprechkunst zurücktreten. Die Stücke verstand er als Kunstwerke, deren Eigenart jeweils eine eigene Form der Inszenierung erfordert.

Theaterzettel zu Wallensteins Tod, 1835

Durch die Auswahl der Stücke intendierte Immermann einen Mix aus „dramatischen Festabenden“, die er als Höhepunkte seines Theaterschaffens und als Demonstration dessen verstand, was eine gute Bühne zu leisten vermag, und weiterem Repertoire, das mit Rücksicht auf die Tageskasse und den breiten Publikumsgeschmack als „notwendiges Übel“ eher mitgeschleppt wurde. Die Festabende, vor allem Aufführungen der Klassiker, besonders Stücke von Shakespeare und Calderón, sollten dazu beitragen, das Publikum zu erziehen und es mit einem höheren künstlerischen Niveau vertraut zu machen. Um die Stücke auf ein ihm passendes Format zu bringen, bearbeitete und kürzte er sie unter Würdigung ihres originalen Charakters im Einzelfall deutlich. Ein diesbezüglich interessantes Experiment gelang ihm, als er unter dem Titel Wallensteins Tod die gesamte Wallenstein-Trilogie Schillers als Drama in fünf Akten an einem Abend aufführte.
Immermanns Intendanz war jedoch auch von Rückschlägen gekennzeichnet. Der anstrengenden Arbeit und der schlechten Qualität der Sänger überdrüssig, schied Musikdirektor Mendelssohn Bartholdy im Februar 1835 aus dem Theater aus. Dies hatte nicht nur einen Missklang zwischen Immermann und seinem Musikdirektor, sondern auch eine künstlerische Flaute auf dem Gebiet der Oper sowie Lücken im Spielplan zur Folge, die das Schauspiel nicht füllen konnte. Dieser Zustand verärgerte das Publikum. Die weiterlaufenden Kosten für Ausstattung und Betrieb der Oper führten zu einem insgesamt defizitären Theaterbetrieb von 1679 Talern, den Immermann dem Verwaltungsrat nach der ersten Spielzeit zu berichten hatte. Dem stand gegenüber, dass das Düsseldorfer Stadttheater durch die künstlerische Leistung des Schauspiels unter Immermanns Ägide zu einem der führenden Häuser Deutschlands aufgestiegen war.
Für die Zeit vom 29. Juli bis 16. November 1835 versuchten Immermann und sein Ensemble auch in Elberfeld Fuß zu fassen. Künstlerisch wie geschäftlich war dieser Episode nur geringer Erfolg beschieden, was nicht nur der Dürftigkeit der dortigen Spielstätte, dem ehemaligen Pferdestall eines Reitbahngeländes, sondern auch der nur schwach ausgeprägten Theaterbegeisterung der pietistisch geprägten Industriestadt geschuldet war.
Als im Herbst 1835 Immermanns Beurlaubung nicht auf ein weiteres Jahr verlängert wurde, entschloss er sich, im preußischen Justizdienst zu bleiben und die Geschäfte des Intendanten, Dramaturgen und Regisseurs neben dem Richteramt auszuüben. Die Saison 1835/1836 brachte keine finanzielle Verbesserung und führte dazu, dass das bereitgestellte Kapital der Aktiengesellschaft zum Ende der Spielzeit fast aufgebraucht war. Vom 12. Mai bis 5. August ließ Immermann sein Ensemble in Krefeld auftreten, und vom 10. August bis 19. Oktober erneut in Elberfeld, doch auch diesmal mit nur geringem Erfolg. Enttäuscht von diesen Resultaten wollte Immermann von seinem Amt zurücktreten, jedoch brachten ihn Freunde von diesem Schritt ab.
Die Spielzeit 1836/1837 wurde durch den Besuch des preußischen Kronprinzen Friedrich Wilhelm eröffnet. Ihm zu Ehren dichtete Immermann ein Festspiel, dem sich die Aufführung des Dramas Der Richter von Zalamea anschloss. Am 31. Dezember 1836 fand die Generalversammlung der Aktiengesellschaft statt, die über das weitere Schicksal des Immermann’schen Theaters zu befinden hatte. Da sich bei dieser Veranstaltung keine Bereitschaft ergab, die Bühne mit neuem Kapital auszustatten, war das Ende des Theaters mit Ablauf des Winters vorgezeichnet. Nach Aufführungen der Stücke Die Tochter der Luft von Calderón, zu dem der Maler Rudolf Wiegmann das Bühnenbild einer fantastischen Stadtsilhouette mit Stufenpyramiden und Terrassengärten lieferte, Die Familie Schroffenstein von Kleist, Julius Caesar von Shakespeare und Goethes Iphigenie schloss Immermann seine Musterbühne am 31. März 1837 mit der Aufführung von Friedrich Halms Griseldis.
Die Leitung des Düsseldorfer Theaters übernahm danach wieder Derossi und behielt sie bis zu seinem Tod im Jahr 1841.